# Ilona Szilágyi
Ilona Szilágyi von Horogszeg (ungarisch Horogszegi Szilágyi Jusztina; * vor 1455; † 1497) war eine ungarische Adelige und die zweite Ehefrau von Vlad III. Drăculea.

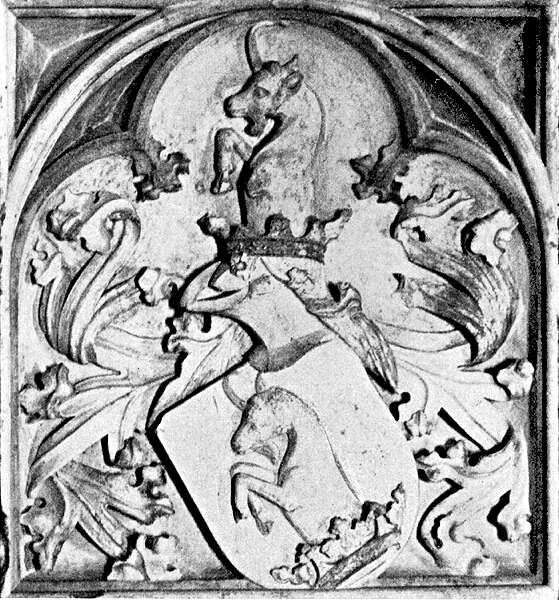
Szilágyi (Wappen)

## Leben
Über ihr frühes Leben ist wenig bekannt. Im Jahr 1479 wurde sie in einer königlichen Urkunde als Tochter von Osvát Szilágyi, Onkel mütterlicherseits von Matthias Corvinus, bezeichnet. Siebzehn Jahre später wurde in einem anderen Dokument angegeben, dass Osváts jüngerer Bruder Ladislaus ihr Vater war. Die Historiker András Kubinyi und Tamás Fedeles akzeptierten die Glaubwürdigkeit des früheren Dokuments und sagten, Osvát Szilágyi und seine Frau Ágota Pósa von Szer seien Ilonas Eltern. Andererseits kamen die Historiker Pál Engel und Mihai-Florin Hasan zu dem Schluss, dass Ilona Szilágyi gemäß dem Dokument von 1496 die Tochter von Ladislaus und seiner unbekannten Frau war. Sie wurde in den frühen 1450er Jahren geboren, war also noch ein Kind, als Ladislaus Szilágyi 1454 starb.

### Erste Ehe

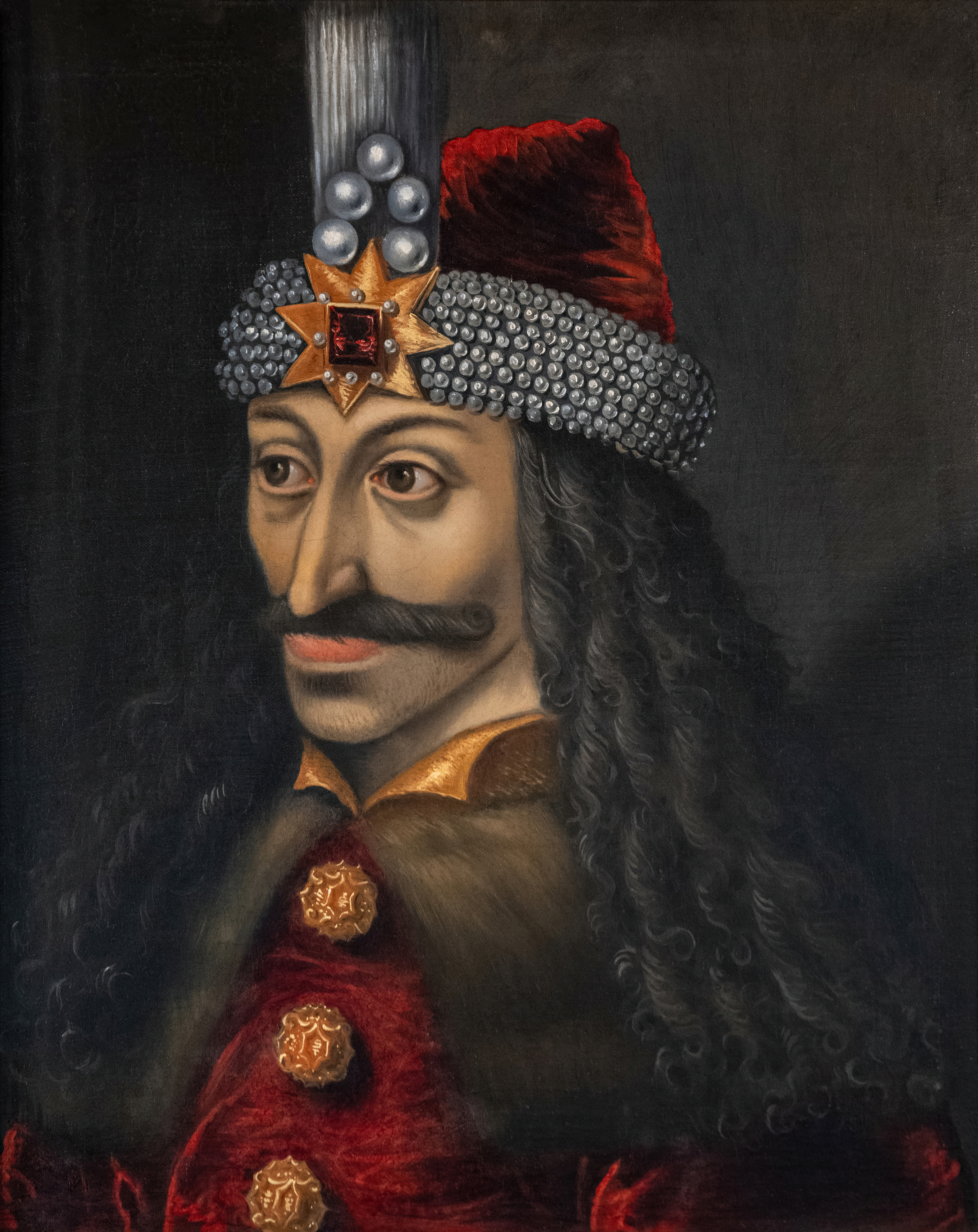
Szilágyis zweiter Ehemann (Vlad III. Drăculea, 1476)

Matthias Corvinus verheiratete Ilona mit Wenzel (auch bekannt als Ladislaus) Pongrác von Szentmiklós, einem Mitglied einer einflussreichen Adelsfamilie, die Güter in Oberungarn (heute Slowakei) besaß. Corvinus zwang Pongrác, die Festung Strečno und Žilina im Austausch gegen siebenbürgische Güter, einschließlich Gornești, die von den Erdélyi von Somkerék beschlagnahmt wurden, im Jahr 1567 aufzugeben. Pongrác war der alleinige Eigentümer der Güter in Oberungarn, aber die neuen siebenbürgischen Güter befanden sich im gemeinsamen Besitz von Pongrác und Ilona. Pongrác starb 1474. In königlichen Urkunden wurde Szilágyi in den folgenden Jahren bis zu ihrem Tod fast immer als Pongrács Witwe bezeichnet.

### Zweite Ehe
Matthias Corvinus ließ Vlad III. Drăculea wegen angeblicher geheimer Verhandlungen mit dem Osmanischen Reich im Jahr 1462 inhaftieren und ließ ihn erst Anfang 1475 frei. Fjodor Kuritsyn, der Anfang der 1480er Jahre Botschafter von Iwan III. war, berichtete, dass Corvinus seine Schwester mit Vlad verheiratete und sie zehn Jahre zusammen lebten. Vlad heiratete sie als seine zweite Frau nach seiner Freilassung. Kuritsyn erwähnte, dass Vlad drei Söhne hatte. Fedeles schrieb, dass die Ehe von Vlad und Ilona kinderlos war.

### Dritte Ehe und Tod
Ungefähr zwei Jahre später heiratete Ilona Szilágyi John Erdélyi von Somkerék. Sie starb einige Zeit nach dem 13. Juni 1497.